# Onesia nigripalpis
Onesia nigripalpis este o specie de muște din genul Onesia, familia Calliphoridae. A fost descrisă pentru prima dată de Macquart în anul 1835.
Este endemică în Franța. Conform Catalogue of Life specia Onesia nigripalpis nu are subspecii cunoscute.